# 히키후네역
히키후네역(일본어: 曳舟駅, ひきふねえき)은 일본 도쿄도 스미다구에 있는 철도역이다.

## 이용 가능 철도 노선
- 도부 철도
  - 이세사키 선
  - 가메이도 선

## 승강장
| 1・2 | ■이세사키 선 | 기타센주・가스카베・도부 동물공원・구키・다테바야시・아시카가 시・오타・이세사키 ■닛코 선 미나미쿠리하시・신토치기 방면 |
| 3・4 | ■이세사키 선 | 아사쿠사 방면 오시아게・ 도쿄 지하철 한조몬 선직통 긴시초・오테마치・시부야 ■도쿄 덴엔토시 선직통 주오린칸 방면         |
| 5    | ■가메이도 선 | 가메이도 방면 |

## 역 주변 건물이나 시설
- 게이세이 히키후네 역(게이세이 전철 오시아게 선) - 걸어서 약 10분

## 역사
- 1902년 4월 1일 - 영업 개시.
- 1904년 4월 5일 - 가메이도 선이 개통.
- 2003년 3월 19일 - 오시아게 역 방면 노선이 개통.